# Перишор (Бистрица-Насауд)
Перишор (рум. Perișor) насеље је у Румунији у округу Бистрица-Насауд у општини Загра. Oпштина се налази на надморској висини од 545 m.

## Становништво
Према подацима из 2002. године у насељу је живело 630 становника, од којих су сви румунске националности.